# $O$
$O$ es el álbum debut del grupo de rap-rave Die Antwoord. Se grabó entre 2008 y 2009 con la colaboración de Diplo en la producción y finalmente se lanzó el 12 de octubre de 2010 a través de los sellos Indie y Cherrytree.
Tras firmar el grupo con Interscope en Estados Unidos, se anunció que $O$ se volvería a publicar en formato físico con una lista de canciones diferente. Diplo produjo una de las nuevas canciones del relanzamiento, «Evil Boy», para la que se puso a disposición un video promocional el 6 de octubre de 2010. El lanzamiento digital de iTunes en Estados Unidos incluye la pista previamente oculta «$O$» por separado, «Wat Pomp?» como bonus track y una versión alternativa de «Evil Boy» titulada «Evil Boy (F**k You In The Face Mix)» que no está presente en el lanzamiento físico.
En una entrevista, Ninja mencionó que consideraba que el álbum era el primero en un plan de cinco álbumes.

## Lista de canciones
| $O$   |                                                                                    |          |  |
| N.º   | Título                                                                             | Duración |  |
| 1.    | «Whatever Man»                                                                     | 0:33     |  |
| 2.    | «Wat Kyk Jy?»                                                                      | 4:36     |  |
| 3.    | «Enter the Ninja»                                                                  | 5:08     |  |
| 4.    | «Wat Pomp» (feat. Jack Parow)                                                      | 4:08     |  |
| 5.    | «Wie Maak Die Jol Vol» (feat. Knoffel Bruin, Isaac Mutant, Jaak Paarl y Scallywag) | 5:08     |  |
| 6.    | «Rich Bitch»                                                                       | 3:32     |  |
| 7.    | «I Don't Need You»                                                                 | 3:57     |  |
| 8.    | «Very Fancy»                                                                       | 2:52     |  |
| 9.    | «Dagga Puff»                                                                       | 4:40     |  |
| 10.   | «My Best Friend» (feat. The Flying Dutchman aka Ne0SA)                             | 1:19     |  |
| 11.   | «Liewe Maatjies»                                                                   | 3:42     |  |
| 12.   | «$copie»                                                                           | 3:12     |  |
| 13.   | «Beat Boy»                                                                         | 8:20     |  |
| 14.   | «Super Evil»                                                                       | 4:01     |  |
| 15.   | «Doos Dronk» (feat. Jack Parow y Fokofpolisiekar)                                  | 3:51     |  |
| 16.   | «$O$»                                                                              | 4:00     |  |
| 17.   | «Jou Ma Se Poes In'N FishPaste Jar»                                                | 4:16     |  |
| 18.   | «Orinoco Ninja Flow» (Wedding DJ's Remix)                                          | 3:27     |  |
| 68:03 |                                                                                    |          |  |

## Posicionamiento en listas
| Lista (2010)                             | Mejor posición |
| ---------------------------------------- | -------------- |
| Estados Unidos (Billboard 200)           | 109            |
| Estados Unidos (Dance/Electronic Albums) | 4              |
| Estados Unidos (Top Heatseekers Albums)  | 1              |
| Estados Unidos (Top Tastemaker Albums)   | 21             |
| Estados Unidos (Top Rap Albums)          | 14             |